# نوبورو ایشی‌گورو
نوبورو ایشی‌گورو (انگلیسی: Noboru Ishiguro; ۲۴ مارس ۱۹۳۸ – ۲۰ مارس ۲۰۱۲) فیلم‌نامه‌نویس، پویانما، کارگردان تلویزیونی، و کارگردان فیلم اهل ژاپن بود. وی بین سال‌های ۱۹۵۸ تا ۲۰۱۲ میلادی فعالیت می‌کرد.